# Saison 2008 des Braves d'Atlanta
La Saison 2008 des Braves d'Atlanta est la 137e saison professionnelle pour cette franchise (132e en Ligue majeure) et la 43e depuis son déménagement à Atlanta.

## La saison régulière
Les Braves restent sur deux saisons sans titre dans la Division Est après une série de 14 titres consécutifs. Ils espèrent atteindre les séries éliminatoires sous la direction de Bobby Cox, leur manager qui entame sa 19e saison sous l'uniforme des Braves.
Le 18 novembre 2007, Tom Glavine revient chez les Braves avec un contrat pour une saison d'un montant de 8 millions de dollars.

### Classement
| Ligue nationale (Division Est) | V  | D   | %     | GB   |
| ------------------------------ | -- | --- | ----- | ---- |
| Phillies de Philadelphie       | 92 | 70  | 0.568 | --   |
| Mets de New York               | 89 | 73  | 0.549 | 3.0  |
| Marlins de la Floride          | 84 | 77  | 0.522 | 7.5  |
| Braves d'Atlanta               | 72 | 90  | 0.444 | 20.0 |
| Nationals de Washington        | 59 | 102 | 0.366 | 32.5 |

## Statistiques individuelles

### Batteurs
Note: J = Matches joués; V = Victoires; D = Défaites; AB = Passage au bâton; H = Hits; Avg. = Moyenne au bâton; HR = Coup de circuit; RBI = Point produit
| Joueur | J | AB | H | Avg. | HR | RBI |
| ------ | - | -- | - | ---- | -- | --- |

### Lanceurs partants
| Joueur | J | IP | V | D | ERA | SO |
| ------ | - | -- | - | - | --- | -- |

### Lanceurs de Relève
| Joueur | J | V | D | SV | ERA | SO |
| ------ | - | - | - | -- | --- | -- |